# エヴゲーニイ・ザミャーチン

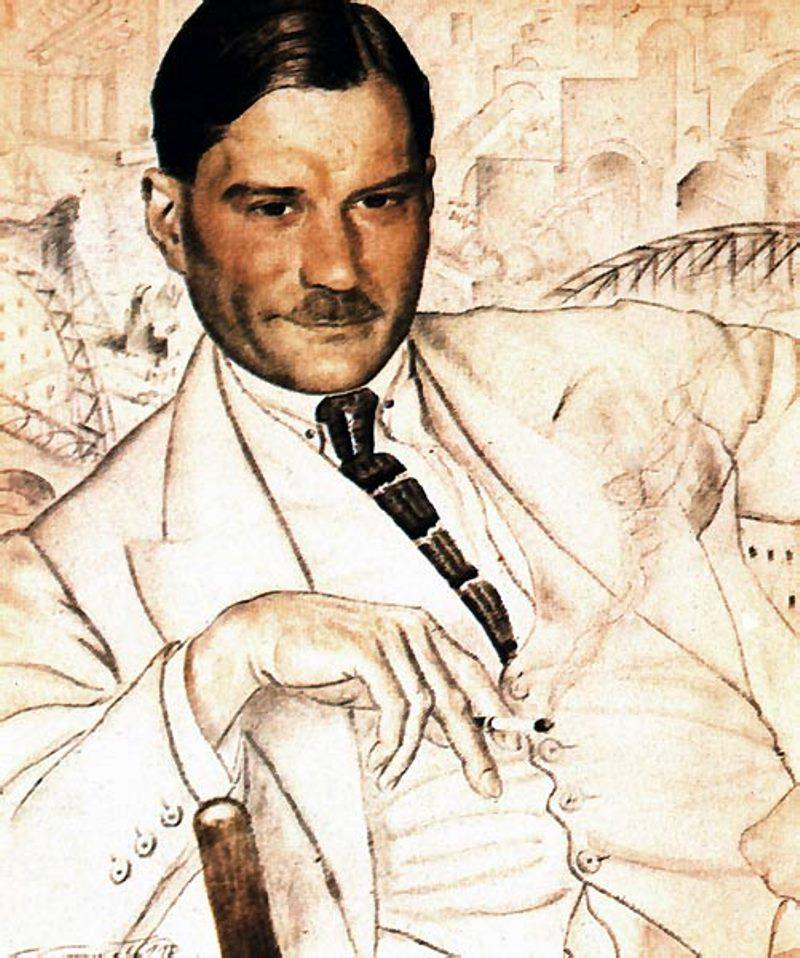
エヴゲーニイ・ザミャーチン（1923年、ボリス・クストーディエフ画）

エヴゲーニイ・イワーノヴィチ・ザミャーチン（ロシア語:Евге́ний Ива́нович Замя́тин, 1884年2月1日 - 1937年3月10日）は、ロシアの作家。ソ連文学界は、文学史からも、彼と代表作『われら』の存在を、忌むべきレーニン批判の反革命作家・小説として完全に抹殺していたが、ペレストロイカ以降、再評価されるようになった。

## 生涯
タンボフ県レベジャーニに生れ、孤独のうちに書物のみを友として育つ。1902年にペテルブルク理工科大学に学ぶが、夏になると造船所で働いたり中近東諸国へ旅行した。在学中から革命運動に参加（1905年、21歳のとき、オデッサでゼネストと戦艦ポチョムキンの反乱を目撃し、ペトログラードでボリシェヴィキの一員となった）し、12月に逮捕・流刑の生活を送るが、こっそりと大学へ戻り1908年に大学を卒業して造船技師となった。
1912年に『ある地方の物語り』、つづいて1914年に『地方の果てで』を発表して、ネオ・リアリズム派の作家として注目を集める。1915年には造船技師として砕氷船アレクサンドル・ネフスキー号（革命後、レーニン号と改称）建造の監督のためイギリスに派遣され、設計から完成までかかわった。1917年9月に帰国し、その体験をもとにイギリス紳士の偽善を暴いた中編小説『島の人々』（1918年）を発表する。十月革命後の1918年、文学活動家同盟や世界文学出版所活動にゴーリキーとともに参加した。1920年、全露作家同盟ペトログラード支部を組織するために力をつくし、執行委員となった。1917年から1920年代の半ばまで、ザミャーチンはロシア文壇の中心の一人であった。ゴーリキーの庇護のもとに結成された作家グループ・セラピオン兄弟が、ザミャーチンの強い感化を受けたのもこのころである。
しかし、その中で共産主義の前途に憂うべき兆候があるのを感じ始めた。個人の自由を奪い、計画化を推し進めていった先がどうなるかに心をわずらわせた。そして、ザミャーチンは、1918年、ボリシェビズムだけを唯一の真理と認めることを拒否し、官僚化しつつあるソヴィエト体制を批判する短編『龍』を社会革命党左派＝左派エスエルの新聞に発表した。『龍』は、ちっぽけな人間が制服の中に隠れ、銃を持った龍になるという内容で、チェーカーを暗喩した作品である。
1920年から翌年にかけて、ザミャーチンはディストピア小説『われら』を執筆した。それまでに彼は『龍』以外に、ソヴィエト初期社会主義時代の閉塞された状況を描く他のいくつかのSF短編『ママイ』『洞窟』も発表した。『われら』の刊行は、1924年に英訳がロシア語版より先にニューヨークで出版され、1927年にチェコの亡命ロシア人雑誌でロシア語原文が発表された。
1922年後半、レーニンは、数万人の好ましからざる反体制派知識人に「反ソヴィエト」というレッテルを貼りつけ逮捕し、国外に追放した。ザミャーチンも逮捕・投獄されたが、友人の援助で釈放された。釈放後、出国を申請したが、拒否された。
そのころから、文学におけるプロレタリア派の革命的リアリズム主張が強化され、ザミャーチンだけでなく、ゴーリキーなどが激しい攻撃にさらされた。非共産党員作家への論難は厳しくなり、ついには「同盟者か敵か」「われらか敵か」という形で反対派に圧力が加えられるようになった。1929年には、その作家たちへの粛清が始まった。ザミャーチンはそれに敢然と抗議し、作家同盟を脱退した。この年、トロツキーが国外追放され、ブハーリン、ルイコフは党政治局から追放された。
1931年、あらゆる出版活動を禁じられた47歳のザミャーチンは、ゴーリキーの仲介によってスターリンに手紙を書き、妻とともに国外へ一時的に出る許可を求め、その結果、1年間の許可を得てソ連を離れた。翌年、パリに移り住むが生活は恵まれず、映画のシナリオの共同執筆や歴史小説に力を注いだが、心臓病のためパリで1937年に客死した。ティエのティエ墓地に埋葬されている。

## 翻訳
- ザミャーチン「島の人々」水野忠夫訳、『現代ソヴェト文学18人集』 第1巻、新潮社、1967年。
- ザミャーチン「洞窟」米川正夫訳、『ロシヤ短篇集』河出書房新社、1971年。
- ザミャーチン「洞窟」米川正夫訳、『ロシア短篇22』集英社〈現代の世界文学〉、1971年。
- ザミャーチン「洞窟」川端香男里訳、川端香男里 編『現代ロシア幻想小説』白水社、1971年。
- ザミャーチン「チェーホフ」川端香男里訳、篠田一士など編集 編『世界批評大系5 小説の冒険』筑摩書房、1974年。
- 『われら』川端香男里訳、講談社〈海外秀作シリーズ〉、1970年。
- 『われら』川端香男里訳、講談社〈講談社文庫〉、1975年。
  - 『われら』川端香男里訳、岩波書店〈岩波文庫〉、1992年1月。ISBN 400-326451-7。
- ザミャーチン「われら」小笠原豊樹訳、『世界の文学4』集英社、1977年1月。
- ザミャーチン「われら」小笠原豊樹訳、『集英社ギャラリー「世界の文学」15』集英社、1990年10月。
  - 『われら』小笠原豊樹訳、集英社文庫、2018年1月。ISBN 408-760743-7。
- ザミャーチン『われら』松下隆志訳、光文社古典新訳文庫、2019年9月。ISBN 433-4754090。